# Juan de Escalante
Para consultar el artículo sobre el navegante y escritor español que viajó a Centroamérica, véase Juan Escalante de Mendoza.
Juan de Escalante (Escalante, Cantabria, España, ¿? – Veracruz, México, 10 de noviembre de 1519) fue un militar español. Se unió como capitán a la expedición de Hernán Cortés, la que culminó en la conquista de Tenochtitlan, aunque murió durante su transcurso en una escaramuza.

## Salida de Cuba
Durante la organización de la salida de la isla de Cuba, estando aún el grueso de la expedición en la villa de la Trinidad en la banda sur de la isla, Cortés mandó a Pedro de Alvarado por tierra hacia La Habana y también envió a Juan de Escalante al mando de una nave hacia el mismo punto viajando por la banda norte en busca de abastecimientos. El 10 de febrero de 1519, dos barcos salieron por la banda norte de la isla de Cuba (el de Escalante y el de Pedro de Alvarado), para reunirse en la punta de San Antón con otros nueve que salieron de la banda sur con destino a Cozumel. Díaz del Castillo describió a Juan de Escalante en su Historia verdadera de la conquista de la Nueva España como "un hidalgo muy amigo de Cortés".

## San Juan de Ulúa y la Villa Rica
En San Juan de Ulúa apoyó el nombramiento de Cortés como Capitán general y de justicia mayor. Nombramiento que despertó la inquietud de los seguidores de Diego Velázquez de Cuéllar, quienes comenzaron a reclamar que dicho poder no lo había concedido el gobernador de Cuba; Por instrucciones de Cortés, Juan de Escalante fingió traer y entregar un salvoconducto con las "fingidas órdenes" de Velázquez, lo que convenció a la mayoría, a excepción de Juan Velázquez de León, Diego de Ordás y unos pocos más a quienes Cortés puso discretamente bajo arresto.

## Sublevación y hundimiento de naves

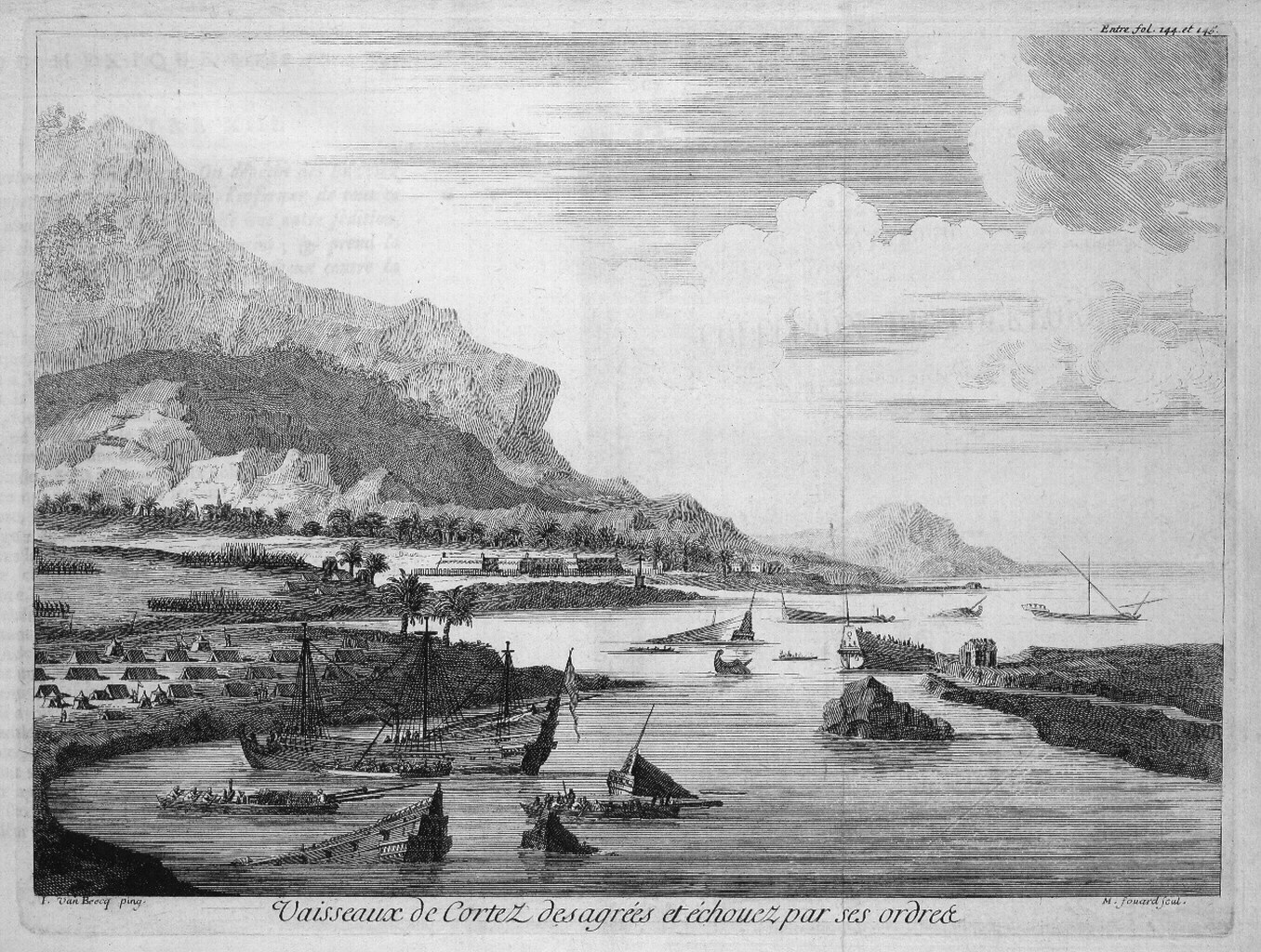
Cortés mandó hundir sus naves ("Cortés dio con los navíos al través").

Poco tiempo después del envío de la primera carta de relación de Hernán Cortés al rey Carlos I, hubo otra sublevación encabezada por Pedro (Juan) Escudero, Juan (Diego) Cermeño, el piloto Gonzalo de Umbría, el marinero Alonso Peñate, y el capellán Juan Díaz. Cortés sentenció a muerte a los primeros, mandó cortar los pies al piloto y azotar al marinero. El capellán juró lealtad al conquistador.
Ante la incertidumbre de nuevas sublevaciones Cortés ordenó a Juan de Escalante ir al puerto para rescatar anclas, cables, velas, todas las cosas de valor de las naves, y hundirlas. De vuelta en Cempoala, Cortés reunió a los caciques y les presentó a Juan de Escalante diciendo:

Y les pidió que lo obedecieran, y de esta manera él les ayudaría en todo lo que necesitaran. Los caciques quisieron hacer una pequeña ceremonia a Escalante quemando copal, pero éste la rechazó.
Cuando Cortés estaba organizando su expedición a Tenochtitlan con los totonacas aliados en Cempoala, recibió una carta de Juan de Escalante en la que le daba aviso de la llegada de un barco comandado por el capitán Alonso Álvarez de Pineda y enviado desde Jamaica por Francisco de Garay quién también pretendía la conquista del sitio. Cortés logró capturar a seis soldados, pero el resto no cayó en la trampa y huyeron de regreso a la isla.

## Alguacil mayor en Villa Rica de la Vera Cruz

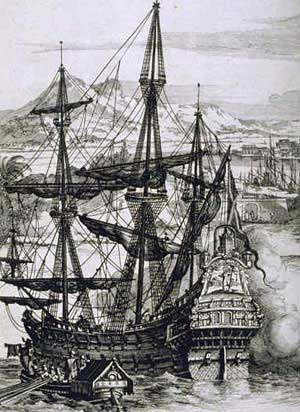
Galeón español.

Una vez que Cortés había realizado alianza con los totonacas de Cempoala y que había fundado la Villa Rica de la Vera Cruz, en agosto de 1519 marchó camino a Tenochtitlan, dejando como alguacil mayor de la Villa Rica a Juan de Escalante, a quién ordenó fortalecer la villa, levantar una iglesia y apoyar a los totonacas a quienes consideraba sus nuevos aliados. 
Díaz del Castillo expresó en su crónica:

"..Ya he dicho era persona (Juan de Escalante) muy bastante para cualquier cargo, y amigo de Cortés, y con aquella confianza le puso en aquella villa y puerto por capitán para si algo enviáse Diego Velázquez que hubiere resistencia."
Bernal Díaz del Castillo, Historia verdadera de la conquista de la Nueva España

Los primeros días de septiembre, Cortés tuvo que confrontar a los tlaxcaltecas dirigidos por Xicohténcatl. El 7 de septiembre de 1519 después de largas batallas, logró pactar una nueva alianza con los tlaxcaltecas, que al igual que los totonacas, eran acérrimos enemigos de los mexicas. Fue entonces cuando Cortés envió cartas a Juan de Escalante, informándole las nuevas noticias, solicitando un par de botijas de vino así como hostias, para continuar la evangelización de los indígenas y refrendándole las órdenes de apoyar a los totonacas. 
De acuerdo con la crónica de Díaz del Castillo, Hernán Cortés mostró cierta preocupación por su amigo, que había quedado al mando de tan solo sesenta soldados, los cuales eran viejos o estaban heridos. Rápidamente Juan de Escalante contestó, no reportando novedades, lo cual dio mucho placer a Cortés.
A finales de octubre Cortés fue advertido de una posible emboscada en Cholula, por lo cual tomó una acción preventiva conocida como la matanza de Cholula. Ante la tensa situación y preocupado por su amigo, Cortés nuevamente envió una carta a Escalante, pidiéndole tener día y noche cuidado, que acabase de construir la fortaleza, y que favoreciese a los totonacas en contra de los mexicas y que no se les hiciese agravio por ningún soldado de los que con él estaban.

## Batalla de Nautla y muerte
Pronto hubo una confrontación con los mexicas dirigidos por Cuauhpopoca cerca de la Villa Rica, ya que los totonacas habían dejado de pagar tributo a Moctezuma por recomendaciones de Cortés. Escalante, siguiendo las instrucciones recibidas, intercedió a favor de los totonacas ante los mexicas, advirtiendo que se hacía así por orden de Cortés y beneplácito del mismo Moctezuma, pero los mexicas hicieron caso omiso y amenazaron con arrasar la región. Ante las quejas de los totonacas, Escalante no tuvo más alternativa que la opción militar.
Al mando de cuarenta españoles con pocos pertrechos y unos 2000 totonacas, Escalante atacó a los mexicas en pleno saqueo. Sin embargo, los saqueadores contaban con el doble de efectivos y la reputación de sus anteriores victorias sobre los totonacas, con el fatídico resultado de que estos últimos abandonaron a los españoles nada más trabar batalla. Escalante y los suyos, heridos él mismo y seis de ellos, además de uno capturado, tuvieron que replegarse con bajas hasta Nautla, lugar bautizado como Nueva Almería. Tras descansar brevemente allí, prendieron fuego a la ciudad antes de salir y alcanzar el refugio de la Villa Rica. Escalante falleció a los tres días a causa de sus heridas.
Los mexicas llevaron secretamente a Moctezuma la cabeza del soldado capturado, causando temor al emperador por la represalia que los españoles pudieran tomar por el incidente. El monarca tampoco se explicó que no lograsen acabar con todos los españoles con tal ventaja numérica, a lo que los mensajeros afirmaron que una señora, identificada por Moctezuma como la Virgen María de los cristianos, había aparecido para salvar a los suyos.

## Consecuencias
Estando Hernán Cortés en Tenochtitlan, recibió las malas noticias de la muerte de su amigo Juan de Escalante, este hecho motivó a Cortés para arrestar a Moctezuma, a quién reclamó la muerte de sus hombres. Moctezuma negó el hecho de haber girado órdenes a Cuauhpopoca y lo mandó llamar.
Cuando Cuauhpopoca llegó a Tenochtitlan, Cortés lo juzgó y lo mandó quemar vivo en compañía de su hijo y quince principales más, ante la expectación de Moctezuma y los mexicas. Cortés designó a Alonso de Grado como alguacil en la Villa Rica, con la garantía por parte del tlatoani que las acciones no volverían a repetirse. A punto de morir, Cuauhpopoca acusó a Moctezuma de haber sido quien ordenó la muerte de los españoles, se desconoce si era verdad o lo dijo por resentimiento. El consiguiente apresamiento de Moctezuma desencadenó una serie de sucesos en los que finalmente la facción belicista dentro del gobierno azteca se impuso a la que quería rendirse sin luchar.